# پپتید مرتبط با ژن کلسی‌تونین
پپتید مرتبط با ژن کلسی‌تونین (CGRP) عضوی از خانواده پپتیدهای کلسی‌تونین است که شامل کلسی‌تونین، آمیلین، آدرنومدولین، آدرنومدولین 2 (اینترمدین) و پپتید محرک گیرنده کلسی‌تونین است. کلسی‌تونین عمدتاً توسط سلول‌های تیروئید C تولید می‌شود در حالی که CGRP در سیستم عصبی ترشح و ذخیره می‌شود. این پپتید، در انسان، به دو شکل وجود دارد: CGRP آلفا (α-CGRP یا CGRP I)، و CGRP بتا (β-CGRP یا CGRP II). α-CGRP یک نوروپپتید ۳۷ آمینو اسیدی است و از پیرایش دگرسان ژن کلسیتونین/CGRP واقع در کروموزوم ۱۱ تشکیل می‌شود. β-CGRP کمتر مورد مطالعه قرار گرفته است. در انسان، β-CGRP با α-CGRP در سه آمینواسید تفاوت دارند و در یک ژن مجزا و مجاور کدگذاری می‌شوند. خانواده CGRP شامل کلسی‌تونین (CT)، آدرنومدولین (AM) و آمیلین (AMY) است.

## عملکرد
CGRP در هر دو نورون محیطی و مرکزی تولید می‌شود. این مولکول یک گشادکننده عروق پپتیدی قوی است و می‌تواند در انتقال درد نوسیسپتیو عمل کند. در طناب نخاعی، عملکرد و بیان CGRP ممکن است بسته به محل سنتز متفاوت باشد. CGRP زمانی که در ستون خاکستری قدامی طناب نخاعی سنتز می‌شود، عمدتاً از بدنه‌های سلولی نورون‌های حرکتی مشتق می‌شود و ممکن است به بازسازی بافت عصبی پس از آسیب کمک کند. برعکس، CGRP هنگامی که در ستون خاکستری خلفی سنتز می‌شود از گانگلیون ریشه پشتی مشتق می‌شود و ممکن است با انتقال درد مرتبط باشد. در سیستم عروقی سه قلو، اجسام سلولی گانگلیون سه قلو منبع اصلی CGRP هستند. تصور می‌شود که CGRP نقشی در هموستاز قلبی عروقی و درد دارد. در قلب، CGRP با افزایش ضربان قلب به عنوان یک کرونوتروپ عمل می‌کند. : ۲۰۲ جدای از این ویژگی‌ها، CGRP به تعدیل سیستم عصبی خودمختار معروف است و نقشی در بلع دارد. : ۲۰۱–۲۰۴ 
CGRP در مقایسه با اثرات گسترده آن در سایر زمینه‌ها، مانند سیستم عصبی خودمختار، اثرات متوسطی بر هموستاز کلسیم دارد.